# 大柴堅志
大柴 堅志（おおしば けんし、1949年10月19日 - ）は、山梨放送の元アナウンサー。

## 人物
山梨県明野村（現・北杜市明野町）出身。國學院大學卒業後、1974年に山梨放送へ入社し、テレビ・ラジオ等で活動。2004年に退社し、第20回参議院議員通常選挙に山梨県選挙区から自由民主党推薦の無所属で出馬したが、落選。その後は社会福祉法人山梨樫の会『特別養護老人ホームゆめみどり』の施設長を2012年9月から2年間務めた。
血液型はA型。趣味は競馬・ビリヤード・遠出。

## アナウンサー時代の主な担当番組
テレビ
- ズームイン!!朝!（山梨担当キャスター）梨を皮ごと食べた場面が全国放送された
- Super Morning 山梨の朝
- 1億人の富士山

ラジオ
- 日曜名物 大柴堅志のらじおじサンデー
- ごごだ!ラジオだ!ワイドで行こう
- 情報キャッチアップGOO!!MORNING
- 柴堅・ユキのまってました！金曜日